# Лихоманка суботнього вечора
Лихоманка суботнього вечора (англ. Saturday Night Fever) — американська музична драма 1977 року, знята режисером Джоном Бедемом і продюсером Робертом Стігвудом.
Джон Траволта зіграв головного героя – Тоні Манеро, молодого італо-американця, який проводить вихідні, танцюючи і випиваючи на місцевій дискотеці, водночас борючись із соціальною напругою і розчаруванням у своєму етнічному кварталі в Брукліні, де мешкає робітничий клас.
Історія заснована на «Племінних обрядах нової суботньої ночі», здебільшого вигаданій статті 1976 року музичного письменника Ніка Кона.

## Сюжет
Звичайний хлопець, на ім'я Тоні Манеро, працює в крамниці й попри свою не надто цікаву і невисокооплачувану роботу постійно веселий і ввічливий у спілкуванні з покупцями. Від понеділка до п'ятниці він звичайний роботяга, а в суботу ввечері йде до клубу «Одіссей 2001», де зі своєю коханою дівчиною танцює до нестями. Скоро в клубі відбудеться танцювальний конкурс, призовий фонд якого становить п'ятсот доларів, але для Тоні гроші неважливі, адже він просто хоче довести, що є найкращим танцюристом і що у нього великий талант.

## У ролях
| Актор            | Роль           |
| ---------------- | -------------- |
| Джон Траволта    | Тоні Манеро    |
| Карен Лінн Горні | Стефані        |
| Баррі Міллер     | Боббі Сі       |
| Джозеф Калі      | Джої           |
| Пол Пейп         | Дабл Джей      |
| Донна Песков     | Аннет          |
| Брюс Орнстін     | Гус            |
| Джулі Бовассо    | Фло            |
| Мартін Шакар     | Френк-молодший |
| Сем Коппола      | Ден Фуско      |
| Ніна Гансен      | бабуся         |
| Ліза Пелусо      | Лінда          |
| Денні Діллон     | Дорін          |
| Берт Майклс      | Піт            |

## Саундтрек
Саундтрек був випущений 15 листопада 1977 року. До виходу Thriller Майкла Джексона, "Лихоманка суботнього вечора" була найбільш продаваним альбомом в історії музики і досі залишається одним з найбільш продаваних саундтреків у всьому світі, з показниками продажів понад 40 мільйонів копій.
У Сполучених Штатах альбом отримав 16-кратний платиновий сертифікат за продаж щонайменше 16 мільйонів копій. Альбом залишався на вершині чартів 24 тижні поспіль з січня по липень 1978 року і залишався в чартах альбомів Billboard протягом 120 тижнів до березня 1980 року. Три сингли з альбому написані за участю Bee Gees - "How Deep Is Your Love", "Stayin' Alive" та "Night Fever", а також "If I Can't Have You" Івонн Елліман досягли 1-го місця в США. У Великій Британії альбом провів 18 тижнів поспіль на першому місці. Альбом уособлював феномен диско по обидва боки Атлантики і став міжнародною сенсацією. У 2014 році альбом було внесено до Національного реєстру звукозаписів Бібліотеці Конгресу США як культурно значущий.
1. «Stayin' Alive» у виконанні Bee Gees – 4:45
2. " How Deep Is Your Love " у виконанні Bee Gees – 4:05
3. «Нічна лихоманка» у виконанні Bee Gees – 3:33
4. «Більше ніж жінка» у виконанні Bee Gees – 3:17
5. «If I Can't Have You» у виконанні Івон Елліман – 3:00
6. «П'ята частина Бетховена» у виконанні Волтера Мерфі – 3:03
7. «Більше ніж жінка» у виконанні Тавареса – 3:17
8. «Manhattan Skyline» у виконанні Девіда Шайра – 4:44
9. «Calypso Breakdown» у виконанні Ральфа Макдональда – 7:50
10. «Ніч на горі Диско» у виконанні Девіда Шайра – 5:12
11. «Open Sesame» у виконанні Kool & the Gang – 4:01
12. «Jive Talkin'» у виконанні Bee Gees – 3:43 (*)
13. «You Should Be Dancing» у виконанні Bee Gees – 4:14
14. «Boogie Shoes» у виконанні KC та Sunshine Band – 2:17
15. «Сальсація» у виконанні Девіда Шайра – 3:50
16. «K-Jee» у виконанні MFSB – 4:13
17. «Disco Inferno» у виконанні The Trampps – 10:51

## Рецензії
Фільм «Лихоманка суботнього вечора» отримав позитивні відгуки і вважається багатьма критиками одним з найкращих фільмів 1977 року.
На сайті-агрегаторі рецензій Rotten Tomatoes 82% з 55 відгуків критиків є позитивними, а середня оцінка становить 7,5/10.
Консенсус на сайті звучить так: «Завдяки розумній, пронизливій історії, класичному саундтреку та блискучій грі Джона Траволти, «Лихоманка суботнього вечора» належить до найкращих драм 1970-х років».
Metacritic, який використовує середньозважену оцінку, присвоїв фільму 77 балів зі 100 на основі відгуків 7 критиків, що свідчить про «загалом сприятливі" рецензії».
Фільм увійшов до «Путівника по 1000 найкращих фільмів, коли-небудь знятих» від The New York Times, який був опублікований у 2004 році.

## Культурний вплив
Фільм «Лихоманка суботнього вечора» мав великий успіх у критиків і комерційний успіх та справив величезний вплив на популярну культуру кінця 1970-х років. Він допоміг популяризувати диско в усьому світі та започаткував низку колаборацій між кіностудіями та звукозаписними компаніями. Він зробив Траволту, вже добре відомого за роллю в популярному телесеріалі "З поверненням, Коттере", загальновідомим ім'ям. За свою гру він був номінований на премію «Оскар» за найкращу чоловічу, ставши на той час четвертим наймолодшим номінантом у цій категорії. У фільм демонструються аспекти музики, танців і субкультури епохи диско, включаючи мелодії під симфонічний оркестр, стиль одягу від кутюр, сексуальну розбещеність до СНІДу і витончену хореографію. Саундтрек до «Лихоманки суботнього вечора» з піснями гурту Bee Gees є одним з найбільш продаваних саундтреків у світі. Траволта повторив свою роль Тоні Манеро у фільмі «Залишатись живим» у 1983 році, який був розкритикований критиками, незважаючи на успіх у прокаті.
У 2010 році Бібліотека Конгресу США визнала «Лихоманку суботнього вечора» "культурно, історично та естетично значущою" і внесла її до Національного реєстру фільмів США.

## У масовій культурі
У комедії 1980 року Аероплан! режисерів Девіда і Джеррі Цукер та Джима Абрагамса була ретроспективна сцена, яка прямо пародіювала сцену танцювального змагання на дискотеці у фільмі «Лихоманка суботнього вечора».
У 2008 році режисер Пабло Ларрайн зняв фільм «Тоні Манеро» про чилійського танцюриста, одержимого головним героєм «Лихоманки суботнього вечора», який намагається виграти конкурс двійників Тоні Манеро.
17 квітня 2012 року телекомпанія Fox показала 16 серію серіалу Glee під назвою "Saturday Night Glee-ver", яка віддає данину поваги фільму і містить різні пісні з саундтреку до нього (особливо пісні у виконанні гурту Bee Gees) у виконанні акторів серіалу.
Музичний кліп гурту Red Hot Chili Peppers 2016 року на пісню "Go Robot" значною мірою натхненний фільмом і відтворює початкову сцену та класичних персонажів фільму, яких зображує кожен учасник гурту.
У фільмі Ready Player One  2018 року є танцювальна сцена, яка відсилає до Лихоманки суботнього вечора, зокрема до червоно-жовто-блакитного танцполу нічного клубу "Одіссея" 2001 року у фільмі.

## Цікаві факти
- Джон Траволта хотів, щоб його костюм був чорного кольору. Однак йому пояснили, що в темному диско-залі його тоді важко буде помітити поруч з партнеркою в червоній сукні.
- Сценарій Нормана Векслер був заснований на журнальній статті Ніка Кона, в якій розповідалося про життя бруклінської молоді в епоху зародження диско. Пізніше Кон зізнався, що його матеріал, нібито заснований на реальних фактах, був цілковитою вигадкою.
- Відомий кінокритик Джин Сіскел, який не раз казав, що це його улюблений фільм, дивився картину 17 разів; деякий час він навіть був власником знаменитого білого костюма, в якому знімався Траволта. Цей костюм був проданий на аукціоні за 145 тисяч доларів.
- У спальні Тоні висить плакат фільму «Роккі» (1976), знятого Джоном Евілдсеном, який повинен був ставити «Лихоманку суботнього вечора», але незадовго до початку зйомок покинув проєкт через творчі розбіжності. Джон Бедем отримав постановку в останній момент. Цікаво й те, що сиквел «Залишатись живим» зняв творець «Роккі» Сильвестр Сталлоне.
- Сцена, в якій Тоні порівнює свій черевик з взуттям, виставленим у вітрині магазину, стала єдиним епізодом у фільмі, в якому ногу Траволти «зіграла» нога його дублера.
- Готуючись до зйомок, Траволта щодня пробігав по дві милі й танцював по три години. У підсумку він схуд на 20 фунтів.
- Зйомки довелося ненадовго призупинити, щоб Траволта зміг бути присутнім на похороні його тодішньої подружки Діани Гайленд.
- Зйомки, які проходили на вулицях Нью-Йорка, досить часто доводилося переривати, тому що дівчата-фанатки починали верещати, побачивши Траволту, який до того часу вже був популярним, зігравши в телесеріалі «З поверненням, Коттер» (1975).
- Саундтрек фільму розійшовся рекордним на ті часи тиражем 20 мільйонів копій. Це досягнення шість років потому перевершив «Трилер» Майкла Джексона.
- Джон Траволта дуже довго репетирував танцювальний номер під пісню «You Should Be Dancing» групи «Bee Gees». Продюсери вже хотіли відмовитися від номера, однак Траволта заявив, що тоді він піде з проєкту.
- Композиція Девіда Шайара «Manhattan Skyline» стала дуже популярною як фонова інструментальна музика. Її часто використовували в трейлерах, кінороликах і рекламі фільмів. У картині під цю мелодію танцює Стефані, коли Тоні пропонує їй випити кави.
- Фільм був випущений у кінці 1977 з рейтингом «R». Коли ж з'ясувалося, що саундтрек стрічки дуже подобається підліткам, студія Paramount вирішила залучити в кінозали якомога більше юних глядачів; заради цього вона на кілька хвилин скоротила картину і в 1978 році випустила її скорочену версію з більш м'яким рейтингом «PG». Згодом обидві версії вийшли на касетах VHS, а на DVD була випущена тільки первинна версія.
- Робоча назва стрічки — «Суботній вечір». Але після того, як група «Bee Gees» додала до звукової доріжки пісню «Лихоманка» (Night Fever), слово Лихоманка приліпилося і до остаточного варіанту назви картини.